# NGC 1741
NGC 1741 je galaksija u zviježđu Eridanu.

## Vanjske poveznice
- SEDS: NGC 1741